# Mistrzostwa Azji we Wspinaczce Sportowej 2008
Mistrzostwa Azji we Wspinaczce Sportowej 2008 – 17. edycja Mistrzostw Azji we wspinaczce sportowej, która odbyła się w dniach 21-25 maja 2008 w chińskim Kantonie.
Podczas zawodów wspinaczkowych zawodnicy i zawodniczki rywalizowali w 6 konkurencjach.

## Konkurencje
Mężczyźni
- bouldering, prowadzenie i na czas

Kobiety
- bouldering, prowadzenie i na czas

## Uczestnicy
Zawodnicy i zawodniczki podczas zawodów wspinaczkowych w 2008 roku rywalizowali w 6 konkurencjach. Łącznie do mistrzostw Azji zgłoszonych zostało 159 wspinaczy (każdy zawodnik miał prawo startować w każdej konkurencji o ile do niej został zgłoszony i zaakceptowany przez IFCS i organizatora zawodów). W klasyfikacji medalowej  mistrzostw Azji zwyciężyli Koreańczycy, zdobywając łącznie 8 medali (w tym 2 złotych, 2 srebrne oraz 4 brązowe).
| Lp.   |           | ↓ Uczestnicy – konkurencje → |    | bouldering | prowadzenie | na czas |
| ----- | --------- | ---------------------------- | -- | ---------- | ----------- | ------- |
| 1.    | Mężczyźni | 37                           | 19 | 36         |             |         |
| 2.    | Kobiety   | 23                           | 19 | 25         |             |         |
| Razem | Razem     | Razem                        | 60 | 38         | 61          |         |

## Medaliści
| Konkurencja   | Złoto                        | Srebro                          | Brąz                             |
| ------------- | ---------------------------- | ------------------------------- | -------------------------------- |
| Mężczyźni     |                              |                                 |                                  |
| bouldering.   | Japonia · Tsukuru Hori       | Korea Południowa · Son Sang-won | Korea Południowa · Kim Jang-hyuk |
| prowadzenie.  | Japonia · Sachi Amma         | Korea Południowa · Min Hyun-bin | Korea Południowa · Son Sang-won  |
| wsp. na czas. | Chiny · Zhong Qixin          | Chiny · Zhang Ning              | Chiny · Chen Xiaojie             |
| Kobiety       |                              |                                 |                                  |
| bouldering.   | Korea Południowa · Kim Ja-in | Singapur · Beatrix Chong        | Korea Południowa · Han Seu-ran   |
| prowadzenie.  | Korea Południowa · Kim Ja-in | Japonia · Yuka Kobayashi        | Korea Południowa · Han Seu-ran   |
| wsp. na czas. | Chiny · He Cuifang           | Chiny · He Cuilian              | Chiny · Li Chunhua               |

## Klasyfikacja medalowa[1]
* Gospodarz zawodów został zaznaczony tym kolorem.
|                   |                   |   |   |   |    |  |  |  |  |
| 1                 | Korea Południowa  | 2 | 2 | 4 | 8  |  |  |  |  |
| 2                 | Chiny             | 2 | 2 | 2 | 6  |  |  |  |  |
| 3                 | Japonia           | 2 | 1 | 0 | 3  |  |  |  |  |
| 4                 | Singapur          | 0 | 1 | 0 | 1  |  |  |  |  |
| Ogółem (4 państw) | Ogółem (4 państw) | 6 | 6 | 6 | 18 |  |  |  |  |